# Аполофан Антиохијски
Аполофан Антиохијски (Грчки: Ἀπολλοφάνης ; fl. 250 пре нове ере) био је стоички филозоф.
Напустио је Селеукидско царство и отишао у Атину. Тамо је постао ученик и пријатељ Ариста Хиоског. Као Аристоов ученик, можда је себе назвао Аристонац. Постоји нека тврдња да је он био историјска личност истог имена, лекар који је живео на Антиоховом двору.

## Рад
Аполофанова природна филозофија је слична Посејдонијевој, да је свет један и коначан, да има сферни облик са вакуумом око себе.
Међу стоицима се много расправљало о броју врлина и делова душе. О броју врлина Клеант, Хрисип и Антипатар сугеришу да их има много; Посејдоније сугерише да постоје четири; традиционални стоици сугеришу да постоје три (логички, природни и етички); Панетије учи да постоје само два (спекулативно и практично); док је Аполофан учио да постоји само једна врлина – разборитост. Платон је душу поделио на два дела; Зенон на троје; Панаетије на пет или шест; Соранус у седам; Хризспа у чак осам; Аполофан у чак девет; док су други стоици прогласили чак дванаест делова у души.
Према Атенеју из Наукратиса, Аполофан је написао књигу о свом ментору Аристу са Хиоса, под насловом Аристон . Књига се тицала Аристоове зависности од задовољства, упркос томе што је био стоик. Ератостен из Кирене, који је такође био Аристоов ученик, написао је сличну књигу такође о Аристовој зависности од луксуза. Диоген Лаертиос је поменуо другу књигу под називом Природна филозофија.